# Коданьелло, Джованни
Джованни Коданьелло (итал. Giovanni Codagnèllo, лат. Johannes Codagnellus, Iohannes Codagnillus, Johannes Caputagni; около 1154 — 1235 или 1236, Пьяченца) — итальянский хронист, нотариус из Пьяченцы, автор «Гвельфских анналов Пьяченцы» (лат. Annales placentini guelfi) и др. исторических трудов.

## Биография
Родился около 1154 года в Пьяченце (Эмилия-Романья) в семье пополанов, фамилия которых в латинизированном виде писалась как Капутаньи (Caputagni). Никаких оснований для того, чтобы отождествлять его с неким Джованни Капутаньи, подписавшим в 1172 году в Боббио фальшивые дипломы, нет.
Его отец Альберто, возможно, служил в Пьяченце нотариусом, и сам он пошёл по его стопам. Между 1199 и 1230 годами он фигурирует в документах из Пьяченцы и Кремоны в качестве свидетеля, удостоверявшего и подписавшего ряд важных актов. Несомненно, что в зрелом возрасте он служил сначала нотариусом, а затем канцлером в городской синьории Пьяченцы. В частности, 31 марта 1202 года он подписал мирный договор между последней и Миланом, с одной стороны, и Павией, с другой, а в 1222 году засвидетельствовал хартию во Фьоренцуола-д’Арда.
В 1226 году он публично выступил за восстановление Ломбардской лиги и присоединение к ней Пьяченцы, которой вскоре пришлось участвовать на стороне папы Григория IX в Войне ключей (1228—1230), в частности, в неудачном сражении при Сан-Чезарио на стороне Болоньи.
Вероятно, последние годы своей жизни (1230—1236) он провёл, занимаясь литературными и историческими трудами. Умер в 1235-м или 1236 году в Пьяченце, где и был похоронен.

## Сочинения
Ему безусловно принадлежит или приписывается авторство ряда латинских исторических трудов из сборника, сохранившегося в единственной пергаментной рукописи из Национальной библиотеки Франции в Париже (MS lat. 4931). Она представляет собой не автограф, а раннюю копию, переписанную в середине XIII века в Северной Италии, и содержит десять отдельных текстов, из числа которых одни написаны самим Коданьелло, другие им отредактированы, а третьи просто скопированы:
1. «Книга исторических деяний» (лат. Liber rerum gestarum) (лл. 1a–55b). Эта легендарно-мифологическая хроника, частично основанная на «Римской истории» и «Истории лангобардов» Павла Диакона, содержащая также заимствования из «Баварской правды» (нач. IX в.), охватывает события со времён Всемирного потопа, которые, по большей части, излагаются безо всякой хронологической последовательности. Открываясь стихотворным введением, в котором автор называет себя по имени[8], она переходит к рассуждениям о семи эпохах всемирной истории, в основе которых лежит периодизация Аврелия Августина, за которыми следует рассказ об основании и падении древней Трои, в котором можно выделить разделы: «О строительстве города Трои» (f. 9 a–b), «Деяния при разрушении города Трои» (f. 9c–17b), «Деяния Энея, вождя троянцев» (f. 17c–d), «Деяния Энея и Дидоны, царицы Африки» (f. 17d–18b)[13]. По мнению российского историка-медиевиста А. Н. Маслова, разделы эти послужили основным источником для анонимной «Истории троянцев» (лат. Hystoria Troianorum), изданной в 1998 году в «Журнале средневековой латыни» профессором классической филологии Виргинского университета (США) Марвином Леонардом Колкером по двум рукописям, конца XIV века из Музея Конде в замке Шантийи (MS Condé 754) и начала XV века из собрания Чарльза Барни[англ.] Британской библиотеки (MS Burney 186)[14]. Также «Книга исторических деяний» содержит баснословные рассказы об основании и возвышении Рима, Пьяченцы, Милана и Павии, соперничестве между ними за гегемонию во времена владычества лангобардов, и заканчивается столь же легендарным повествованием о вторжении Карла Великого в Испанию. При этом автор не скрывает свои симпатии по отношению к Милану, который, как известно, в 569 году добровольно подчинился Альбоину, и нелюбовь к Павии, которая выдержала трёхлетнюю осаду его войска (569—572)[8]. Немецкий историк Георг Перц дал этому тексту название «Хроника шести веков мира» (лат. Chronicon de sex aetatibus mundi), хотя сам Коданьелло писал о «четырёх веках: золотом, серебряном, бронзовом и железном» (лат. quatuor sunt etates: aurea, argentea, enea etferrea)[8].
2. «История перехода империи от римлян к франкам и тевтонцам» (лат. Istoria qualiter translatum est Imperium Romanorum in Franciam apud Theotonicos) (лл. 55b–56a) — краткий трактат, суммирующий преставления средневековых книжников о переносе мирового царства из одной страны в другую («translatio imperii»).
3. «История лангобардов» (лат. Istoria Longobardorum) (лл. 56a–57a) — сокращённое изложение одноимённого труда Павла Диакона (796).
4. Краткий отчет о крещении императора Константина Великого и его переезде в Константинополь (лл. 57a–57c).
5. «Сообщение о великом мятеже... среди людей и рыцарей» (лат. sedicio magna ... inter populum et milites), произошедшем в Пьяченце в 1090 году (лл. 57c–58b).
6. «Книга горестей и болей, тоски и невзгод, страданий и мучений» (лат. Libellus tristitiae et doloris, angustiae et tribulationis, passionum et tormentorum) (лл. 58b–70c). Представляет из себя переработку «Повести о разорении и покорении Ломбардии» (лат. Narratio de Longobardie obpressione et subiectione), отредактированную с таким расчётом, чтобы привести её в соответствие с представлениями гвельфов. В свете которых деяния Фридриха I Барбароссы, в первую очередь разрушение им Милана (1162), рассматриваются через призму взглядов императора-современника Фридриха II[15].
7. «Гвельфские анналы Пьяченцы» (лат. Annales placentini guelfi) (лл. 70–105c), охватывающие события 1031—1235 годов[12], начиная со смерти епископа Сигифредо и кончая походом жителей Пьяченцы в союзе с Пармой и Моденой на миланцев, который упоминается также в хронике Салимбене[16]. Уделяя внимание преимущественно ломбардским и внутригородским событиям, анналы эти опираются на утраченные «Пьяченцские анналы» XII столетия, которым следуют почти дословно до 1167 года[8], «Медиоланские анналы» сира Рауля[англ.] (ум. 1200)[9], а также более ранние местные хроники[10], послужив, в свою очередь, основой для более поздних «Гибеллинских анналов Пьяченцы» (лат. Ghibelline Annals of Piacenza, 1284)[17], а также миланских хроник доминиканца Гальвано Фьямма (ум. 1344)[18]. Анализ текста «Гвельфских анналов», который содержит выражения, идентичные встречающимся в договоре, составленном Коданьелло в 1202 году, позволяет утверждать, что изначально их автор не делал свои записи систематически, и лишь около 1222 года свёл их воедино[10]. Невыразительным, местами монотонным языком, характерным для нотариальных документов, используя клише из деловой документации, а порой и просто фиксируя факты автоматически, Коданьелло описывает как цены на зерно и вино, новости об изменениях в городской планировке и проблемы местного монетного двора, так и военные походы, осады, штурмы и сожжения городов, разрушения и восстановления крепостей и селений, сопровождавшие вторжения германских королей и войны гвельфов с гибеллинами[19]. При этом, невзирая на скрупулёзность в датировке событий, вплоть до указаний на церковные праздники и дни поминовения святых, приводимые им, к примеру, цифры военных потерь не вызывают доверия[8]. Комментированное издание «Гвельфских анналов Пьяченцы» было предпринято в 1856 году в Париже французским историком Жан-Луи Альфонсом Юйяр-Бреолем, впервые атрибутировавшим их Коданьелло[8], а в 1859 году они были переизданы в Парме пьяченцским археологом и нумизматом Бернардо Паластрелли[итал.]. Высказанные в 1863 году вышеназванным Г. Г. Перцем сомнения в авторстве Коданьелло были убедительно опровергнуты в 1890 году немецким филологом-медиевистом Освальдом Хольдер-Эггером[нем.][20]. Подготовленная последним новая академическая публикация анналов увидела свет в 1901 году в Лейпциге и Ганновере в 23 томе свода «Monumenta Germaniae Historica» (серия Scriptores rerum Germanicarum in usum scholarum separatim editi)[12].
8. «Деяния Фридриха» (лат. Gesta Federici) в Святой земле (лл. 105d–107c) — сообщение об участии императора Фридриха I в Третьем крестовом походе, оригинал которого написан был, скорее всего, не самим Коданьелло. Изданы в 1892 году вышеназванным О. Хольдер-Эггером в 27 томе «MGH»[12].
9. «История осады Дамиетты» (лат. Gesta obsidionis Damiate) (лл. 107c–115c) — отчёт об осаде этого города во время Пятого крестового похода (1218—1219), авторство Коданьелло в отношении которого также оспаривается. Опубликованы в 1902 году тем же О. Хольдер-Эггером в 31 томе «MGH»[12].
10. «Происхождение, название и законы лангобардов» (лат. De adventu, nomine et legibus Langobardorum), или «Собрание лангобардских законов» (лат. Summe legum Longobardorum) (лл. 115c–116b) — краткий трактат о лангобардах, их происхождении, прибытии в Италию, этимологии их самоназвания и об их законах.

Современные исследователи отмечают высокую степень зависимости Коданьелло от адаптируемых им текстов, заметную компилятивность изложения им исторического материала. Вместе с тем, нельзя ни отметить его любознательность в подборе последнего, внимание к именам, названиям и хронологии, не говоря уже о достойных познаниях в латыни. Встречающиеся в трудах Коданьелло авторские ремарки выдают его антигерманские взгляды, но не позволяют с полной уверенностью определить его политические симпатии в пользу гвельфов.

## Публикации
- Chronicon Placentinum et Chronicon de rebus in Italia gestis. Publiée par Jean Louis Alphonse Huillard-Bréholles. — Paris: Henri Plon, 1856. — pp. 1–106.
- Chronica tria Placentina a Johanne Codagnello // Monumenta historica ad provincias Parmensem et Placentinam pertinentia. A cura di Bernardo Pallastrelli. — Volume 11. — Parma: Fiaccadorius, 1859. — pp. 1–108.
- Annales Placentini Guelfi, edidit Georgius Heinricus Pertz // Monumenta Germaniae Historica. — Tomus XVIII. — Hannover, 1863. — pp. 411–457.
- Iohannis Codagnelli Annales Placentini, recognovit Oswaldus Holder-Egger // Monumenta Germaniae Historica. — Tomus 23. — Hannoverae et Lipsiae: Impensis bibliopolii Hahniani, 1901. — xx, 140 p. — (Scriptores rerum Germanicarum in usum scholarum separatim editi).